# Kamyšlinskij rajon
Il Kamyšlinskij rajon (in russo Камышлинский район?) è un rajon dell'Oblast' di Samara, nella Russia europea. Istituito nel 1991, il suo capoluogo è Kamyšla.